# 围术期
围术期（perioperative period）也称围手术期，是术前准备、手术当中和术后康复时期的统称，含盖从决定手术治疗时起，到与本次手术有关治疗结束的一段时期。
围术期是为病人的手术做准备并促进术后康复，围手术期护理质量是手术患者安全的重要组成部分。其中心思想与加速康复外科相一致，围术期管理旨在通过全面的评估和优化病人的状态，提高手术成功率，减少并发症发生，并加速病人康复。